# کوه کینکا (گیفو)
کوه کینکا (به ژاپنی: 金華山 Mount Kinka)، کوه اینابا، در مرکز شهر گیفو، استان گیفو، ژاپن قرار دارد.